# Don’t Blow Your Top
Don't Blow Your Top – trzeci album studyjny niemieckiego zespołu industrialnego KMFDM, wydany w roku 1988. Został nagrany w Hamburgu. Zremasterowana edycja została wydana 12 września 2006 roku.

## Opis
Album Don't Blow Your Top jest przede wszystkim ukierunkowany na muzykę bardziej eksperymentalną. Utwory charakteryzują się mniejszą żywiołowością i wiele z nich zostało stworzonych przy użyciu programowania, zapętlania dźwięków i samplowania; niektóre są bez tekstu i są miksami. Ponadto w trakcie tworzenia albumu z zespołu odszedł jeden z członków Raymond Watts - wokale artysty można usłyszeć na trzech z utworów. Podobnie jak na poprzednim albumie zespołu KMFDM What Do You Know, Deutschland?, ten również cechuje się mniejszym użyciem gitar - używano ich jedynie na kilku utworach z albumu. Charakteryzuje się także częstym użyciem programowania i zapętlania dźwięków perkusji.

## Lista utworów
1. "No Meat-No Man" - 3:53
2. "Don't Blow Your Top" - 3:40
3. "Killing" - 5:27
4. "Disgust" - 5:29
5. "Oh Look" - 2:39
6. "King Kong Dub" (Rubber Mix) - 2:04
7. "What a Race" - 3:37
8. "No News" - 4:37
9. "Tod Durch Bongo-Bongo" - 6:36
10. "Killing" (For Your Sampling Kit) - 8:39
11. "Oh Shit" - 4:51

Wydanie kasetowe/winylowe
Strona A
1. "No Meat-No Man" - 3:52
2. "Don't Blow Your Top" - 3:40
3. "Disgust" (12" Version) - 4:28
4. "Oh Look" - 2:40
5. "King Kong Dub" (Rubber Mix) - 2:02

Strona B
1. "Killing" - 5:20
2. "What a Race" - 3:37
3. "No News" - 4:30
4. "Oh Look II" - 2:38

## Odbiór
Andy Hinds z Allmusic stwierdził, że piosenki z albumu są nieco słabe w porównaniu do późniejszych prac zespołu i że są one niczym kombinacja początków Meat Beat Manifesto, Ministry z okresu albumu Twitch, a nawet bardziej prymitywnych utworów Alien Sex Fiend.